# Jana Černá
Jana Černá, escritora checa, nacida Jana Krejcarová, llamada "Honza"  por su madre, nació en Praga en 1928 y murió en la misma ciudad en 1981, hija de Milena Jesenská y Jaromír Krejcar.
Sólo tiene 11 años cuando su madre es conducida al Campo de concentración Ravensbrück donde muere en 1944.
Después de la toma de poder por el Partido Comunista de Checoslovaquia en febrero de 1948 junto a sus amigos Egon Bondy, Ivo Vodsedalek comenzó a publicar clandestinamente Pulnoc.
Dotada como su madre de una personalidad rebelde tuvo una intensa vida antes de morir a los 53 años en un accidente automovilístico. Gastó la fortuna de su abuela, se casó cuatro veces y tuvo seis hijos; junto con la escritura ejerció diversas ocupaciones: ayuda de cocina, conserje, inspectora de boletos de tranvías.
- Datos: Q3806976
- Multimedia: Jana Černá / Q3806976